# Том Сундбю
Том Сундбю (норв. Tom Sundby, нар. 15 грудня 1960, Ларвік) — норвезький футболіст, що грав на позиції півзахисника, зокрема за «Люн», «Ліллестрем», грецький «Іракліс», а також національну збірну Норвегії.

## Клубна кар'єра
У дорослому футболі дебютував 1978 року виступами за команду «Ларвік», в якій провів три сезони у третьому норвезькому дивізіоні. 
1981 року перейшов до вищолігового «Люна», який наступного року вибув до другого дивізіону.
1982 року повернувся до вищого норвезького дивізіону, де протягом чотирьох сезонів захищав кольори «Ліллестрема». Більшість часу, проведеного у складі «Ліллестрема», був основним гравцем команди. 1985 року допоміг їй здобути Кубок Норвегії, а наступного року став чемпіоном Норвегії.
Того ж 1986 року уклав контракт з грецьким «Іраклісом», у складі якого провів наступні два роки своєї кар'єри гравця. 
1990 року повернувся на батьківщину, де за два роки і завершив ігрову кар'єру виступами за «Люн».

## Виступи за збірну
1983 року дебютував в офіційних матчах у складі національної збірної Норвегії. Наступного року був учасником футбольного турніру на Олімпійських іграх 1984 в Лос-Анджелесі.
Загалом протягом кар'єри у національній команді, яка тривала 6 років, провів у її формі 39 матчів, забивши 6 голів.

## Титули і досягнення
- Чемпіон Норвегії (1):

«Ліллестрем»: 1986
- Володар Кубка Норвегії (1):

«Ліллестрем»: 1985